# Clevo
Clevo è un produttore taiwanese di computer OEM/ODM che produce esclusivamente computer portatili: effettua vendita sia con marchio proprio, sia fornisce la struttura barebone del laptop ad altri rivenditori che su di esso customizzano prodotti per i clienti consumer.

## Storia
Clevo è stata fondata nel 1983. Nel 1987 l'azienda si è focalizzata nella progettazione di computer laptop, iniziando la produzione nel 1990.